# Polish International 1991
Die Polish International 1991 im Badminton fanden vom 27. bis zum 29. März 1991 in Olsztyn statt.

## Medaillengewinner
| Disziplin    | Gold                          | Silber                                    | Bronze                            |
| ------------ | ----------------------------- | ----------------------------------------- | --------------------------------- |
| Herreneinzel | Bambang Suprianto             | Heryanto Arbi                             | Andrei Antropow                   |
| Herreneinzel | Bambang Suprianto             | Heryanto Arbi                             | Jacek Hankiewicz                  |
| Dameneinzel  | Yuliani Santosa               | Vlada Chernyavskaya                       | Ye Sichuan                        |
| Dameneinzel  | Yuliani Santosa               | Vlada Chernyavskaya                       | Qin Yiyuan                        |
| Herrendoppel | Ricky Subagja Richard Mainaky | Rudy Gunawan Haditono Dicky Purwotjugiono | Yap Yee Guan Yap Yee Hup          |
| Herrendoppel | Ricky Subagja Richard Mainaky | Rudy Gunawan Haditono Dicky Purwotjugiono | Rob Stalenhoef Randy Trieling     |
| Damendoppel  | Catherine Eliza Nathanael     | Wu Pei Ye Sichuan                         | Elena Rybkina Vlada Chernyavskaya |
| Damendoppel  | Catherine Eliza Nathanael     | Wu Pei Ye Sichuan                         | Sonja Mellink Elvira van Elven    |
| Mixed        | Li Jian Wang Xiaoyuan         | Vitaliy Shmakov Vlada Chernyavskaya       | Liu Jianjun Wu Pei                |
| Mixed        | Li Jian Wang Xiaoyuan         | Vitaliy Shmakov Vlada Chernyavskaya       | Ricky Subagja Eliza Nathanael     |